# Коринфський перешийок
37°56′29″ пн. ш. 22°59′16″ сх. д. / 37.94139° пн. ш. 22.98778° сх. д.

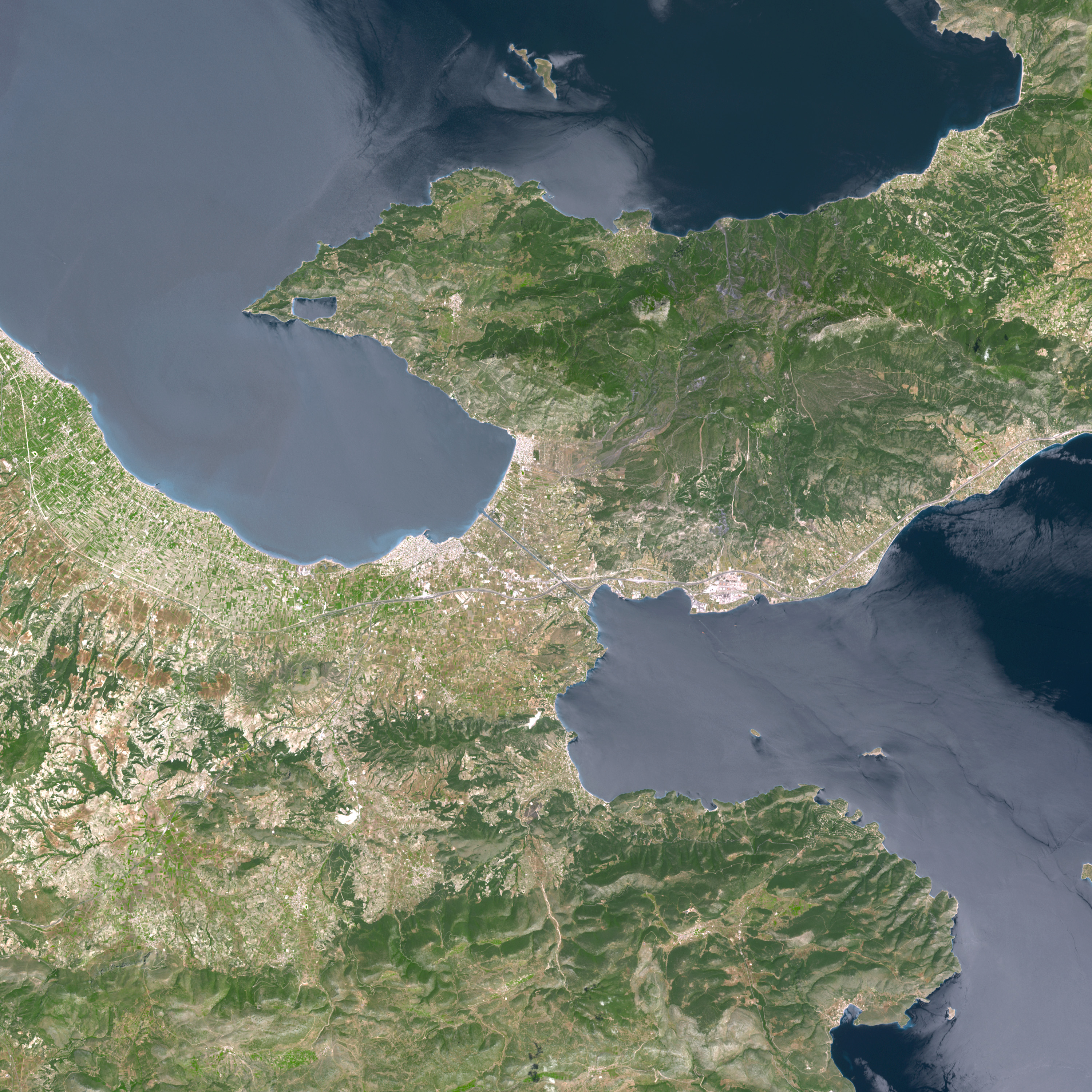
Супутниковий знімок Істмійського перешийку

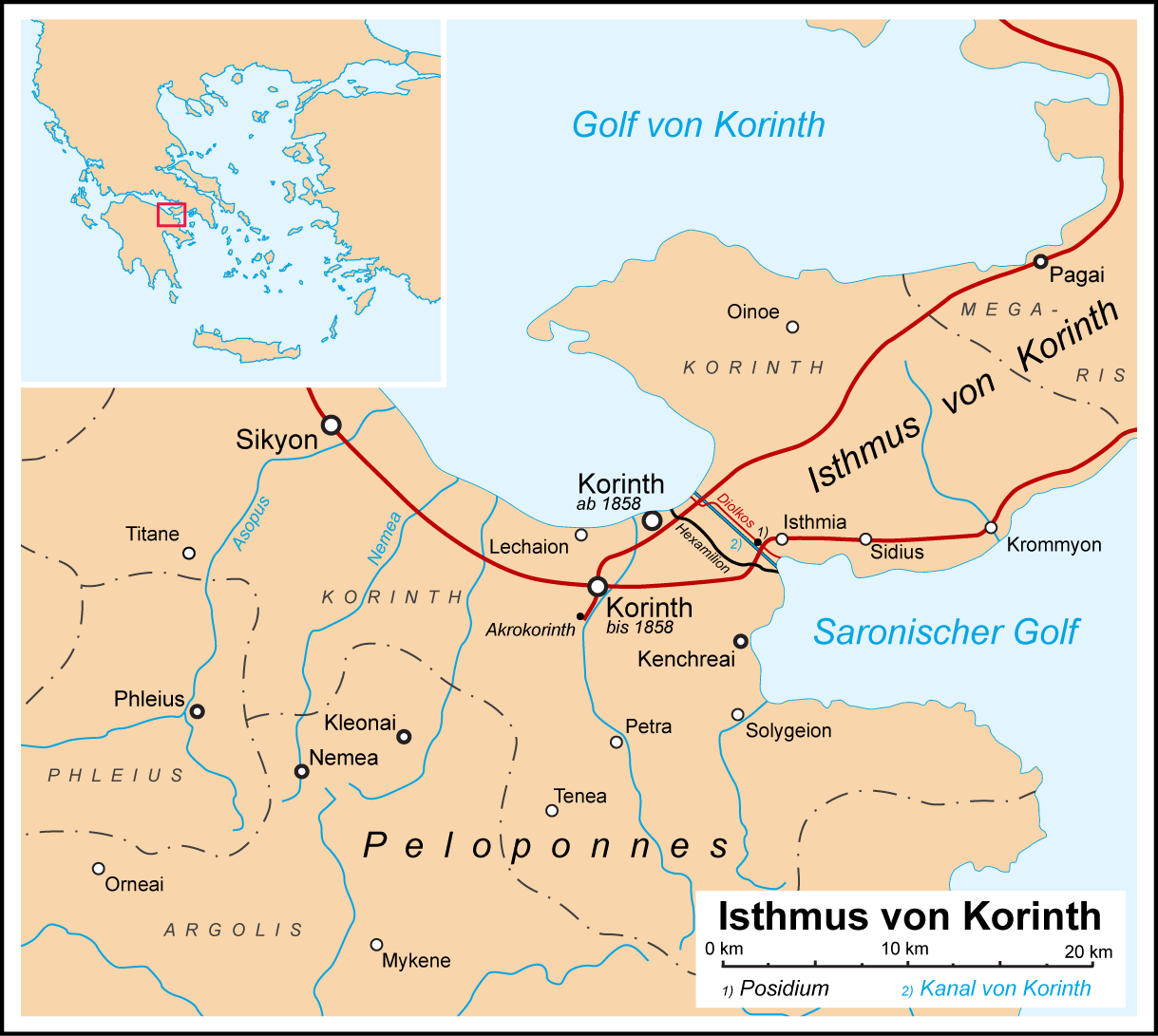

Кори́нфський перешийок, або Істм (від грец. Ισθμός της Κορίνθου) — перешийок в Греції, між Коринфською і Саронічною затоками. З’єднує півострів Пелопоннес з центральними районами країни. Довжина 42 км. Найменша ширина 6,3 км. Перешийок перетинає Коринфський канал.